# 根北線
根北線（こんぽくせん）は、かつて北海道斜里郡斜里町内の斜里駅（現・知床斜里駅）と越川駅を結んでいた日本国有鉄道（国鉄）の鉄道路線である。1957年（昭和32年）に開業し、「赤字83線」の取り組みにより13年後の1970年（昭和45年）に全線が廃止された。線名の「根北」は根室国・北見国の意味である。

## 概要
改正鉄道敷設法別表149号に規定する「根室國厚床付近ヨリ標津ヲ經テ北見國斜里ニ至ル鐡道」として盛り込まれた路線のうち、標津線として開業した区間（1989年〈平成元年〉廃止）を除いた斜里駅（現：知床斜里駅） - 根室標津駅間にあたる全長およそ57 km の計画路線であった。実際に開通したのは斜里町内の斜里駅 - 越川駅間の12.8 kmのみであったが、このほか未成区間の建設も進められていたため、越川橋梁（第一幾品川橋梁）など現在でも遺構が残る。
1957年（昭和32年）の開業当初は沿線人口が約2,300人、冬の3ヶ月間は木材だけで1,000トンが輸送され、乗客と貨物合わせて1日1万円の収入があった。しかし、翌年から利用が減少し、1960年（昭和35年）に貨物取り扱いを廃止した。1962年（昭和37年）には以久科駅、下越川駅、越川駅を無人化した。途中の仮乗降場は長さ2mほどの踏み台のような造りだった。
赤字83線とされた1968年（昭和43年）には1日の利用客が166人、収入（車掌扱い）は1,344円で、5年前の半分近くに落ち込んだ。越川駅では1人も乗降客がいないこともあったという。乗客のうち3分の1は通学生だった。開業区間には枕木が19,000本あり、取り替えの時期にきていたが、1日の収入は枕木1本分だったという。
廃止直前はレールが錆びつき、枕木も隠れるほど雑草が繁茂していた。無人となった駅舎周辺や線路には背丈ほどのイタドリなど夏草が生い茂り、駅舎自体も窓ガラスが無くなり、ドアも外れ、天井が破れ、電球も欠けるなど荒廃していた。ブロック建ての職員宿舎は住む人もなく、廃墟同然だった。1970年（昭和45年）の定期利用者は中学生35人、高校生20人、一般2人の合計57人だった。
1970年（昭和45年）8月26日に斜里町議会で廃止受け入れを議決したが、その際、並行する国道244号の完全舗装化、鉄道跡地は最低限の価格で斜里町に払い下げること、斜里駅（現・知床斜里駅）の建て替え、釧網本線の中斜里駅に専用の貨物ホームを新設することなどを条件とした。
越川駅 - 根室標津駅間の未成区間は、1964年（昭和39年）3月23日に発足した日本鉄道建設公団に引き継がれ、越川 - 上越川間と根室標津起点1.5km地点 − 16km地点間（標津町古多糠）の用地と路盤が譲り渡されたが、工事実施計画が認可されることはなかった。斜里駅 - 越川駅間が1970年（昭和45年）12月1日に廃止された後も、越川駅 - 根室標津駅間は公団の建設線として残るという状態が続いたが、1987年（昭和62年）4月1日に鉄道敷設法が廃止されたことに伴い、計画は正式に消滅した。

## 路線データ（廃止時）
- 路線距離（営業キロ）：斜里駅 - 越川駅間 12.8 km[2][1]
- 軌間：1,067 mm[1]
- 駅数：7駅（起終点駅・仮乗降場含む）[1]
- 複線区間：なし（全線単線）
- 電化区間：なし（全線非電化）[1]
- 閉塞方式：スタフ閉塞式
  - 交換可能駅：なし

## 歴史

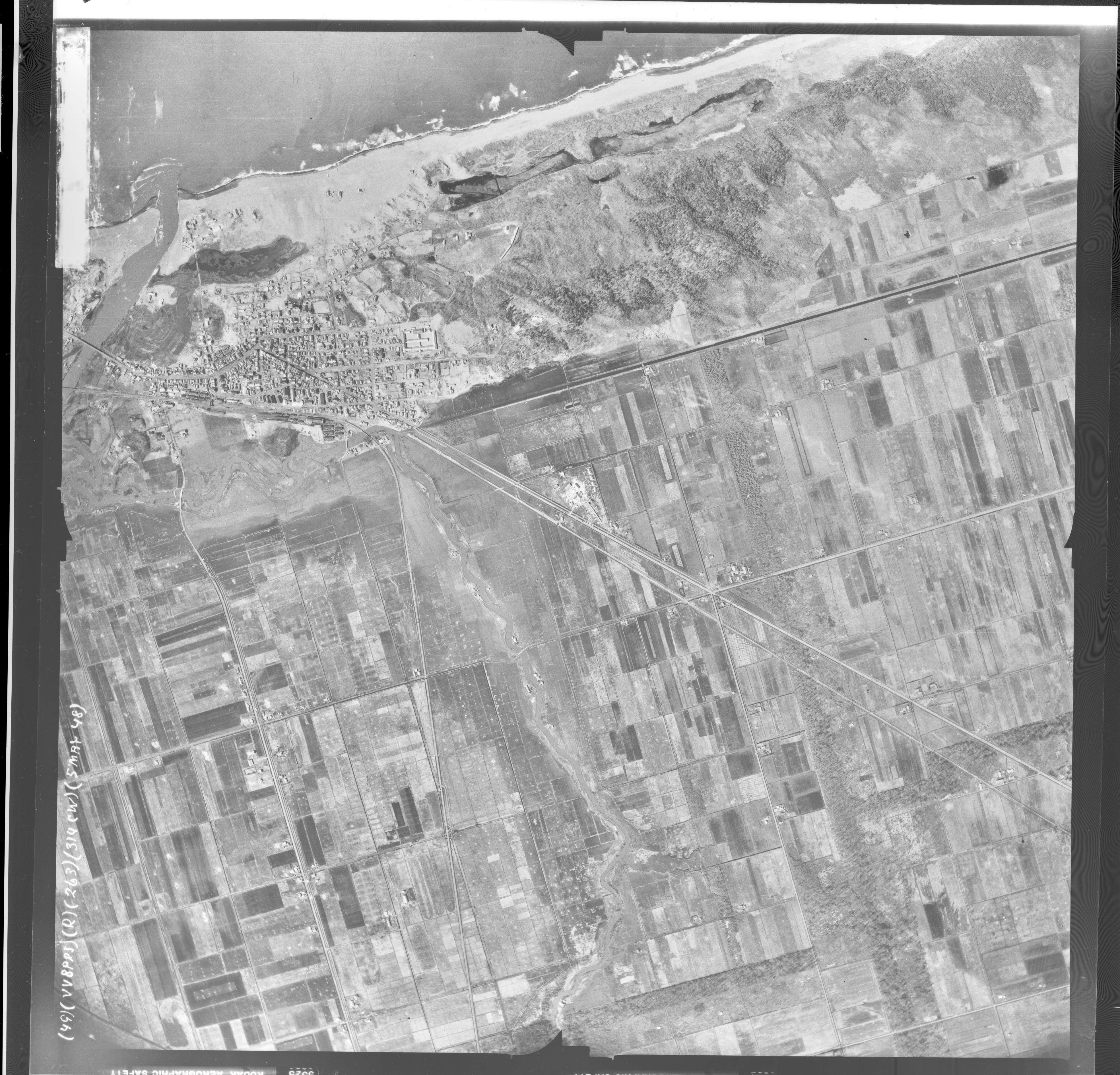
斜里駅周辺の空中写真（左上の斜里駅から東南に向かって根北線が敷設されている。並行する道路は現在の国道244号）

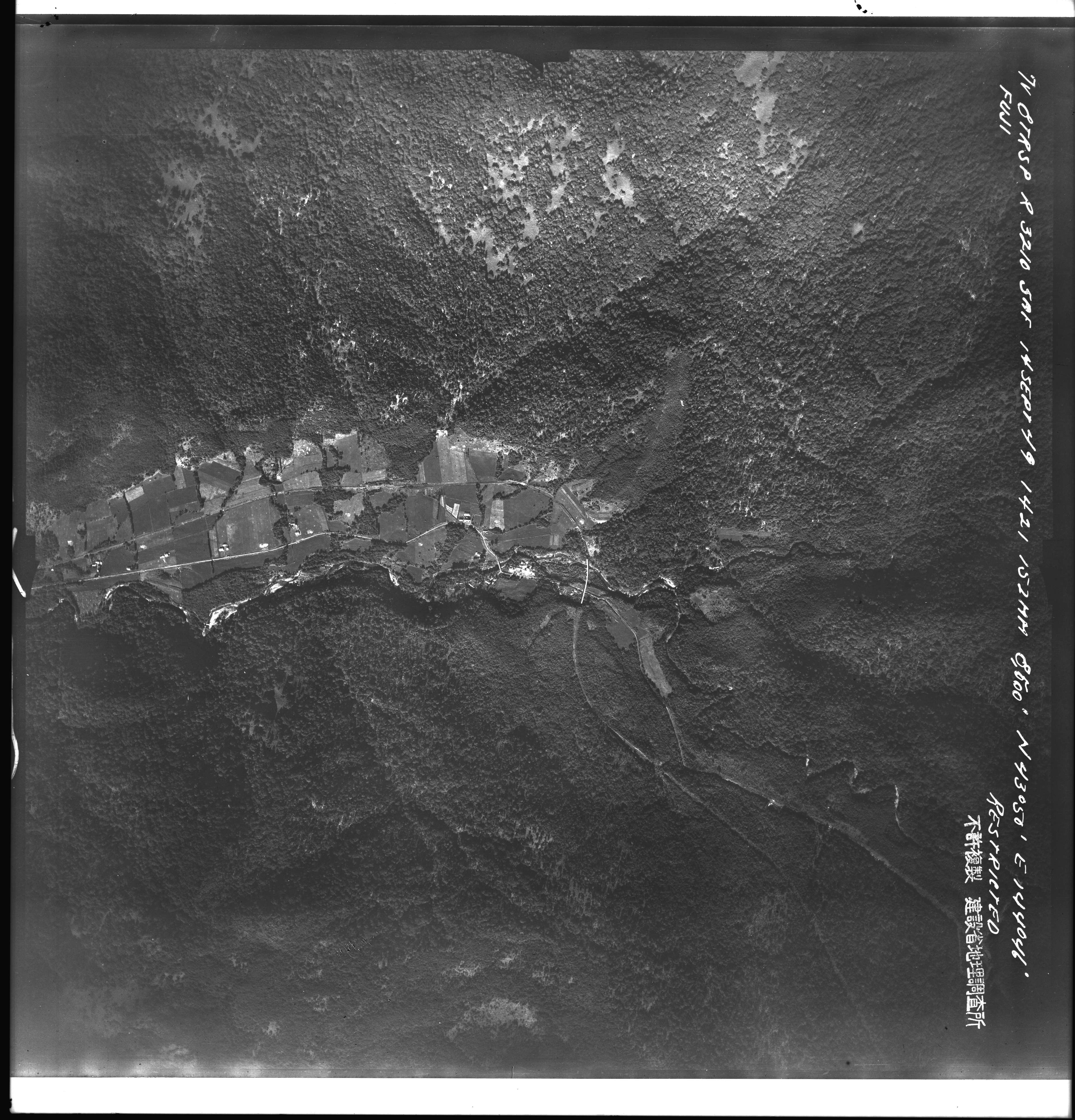
越川橋梁周辺の空中写真

- 1937年（昭和12年）：第1工区（斜里 - 越川）着工[2][3]。
- 1938年（昭和13年）：第2工区（越川 - 上越川）着工[2]。
- 1939年（昭和14年）：根室標津起点1.5km地点 − 16km地点（標津町古多糠）の測量設計を実施、用地を確保[7]。
- 1940年（昭和15年）：第2工区の越川橋梁（第一幾品川橋梁）が完成[12]。太平洋戦争の開戦により建設中断[13][2][3]。
- 1941年（昭和16年）8月：同月までに軌条を撤去[13]。
- 1952年（昭和27年）：建設再開[2]。
- 1957年（昭和32年）11月10日：斜里駅 - 越川駅間 (12.8 km) 開業[2][1][3]。同区間に以久科駅、下越川駅、越川駅を新設[1]。
  - 開通当初は旅客列車4往復と貨物列車1往復が運転されていた[2]。
- 1958年（昭和33年）月日不明：西二線（以久科 - 下越川間）、十四号、十六号（下越川 - 越川間）の各仮乗降場を新設[1]。
- 1960年（昭和35年）
  - 7月25日：全線で貨物営業を休止[13][2][3]。
  - 同年：越川駅 - 根室標津駅間の線路選定伺が提出される[13]。
- 1962年（昭和37年）4月1日：根北線全区間の管理を斜里駅一括とする経営合理化を実施[13]。以久科駅、下越川駅、越川駅が無人化[3]。
- 1968年（昭和43年）9月4日：国鉄諮問委員会によるいわゆる「赤字83線」に根北線が挙げられる[2][14][15]。
- 1970年（昭和45年）
  - 8月26日：斜里町議会が廃止受け入れを議決[16][6]。
  - 9月29日：国鉄理事会で廃止を決定[6]。
  - 10月1日：国鉄が運輸大臣あてに根北線の運輸営業の同年11月末限りでの廃止を申し出る[2]。
  - 10月15日：上記の申請を運輸大臣が許可[2]。
  - 12月1日：全線廃止[2][1][16][4]。
    - 末期（1969年10月1日国鉄ダイヤ改正以降）は旅客列車2往復のみの運転であった[2][17]。

## 収支・利用状況

### 収支
営業最終年度である1970年（昭和45年）度の収支は以下の通り。収支係数2,039は同年営業していた国鉄線では宇品線（4,049）、世知原線（3,053）、丸森線（2,865）、臼ノ浦線（2,307）に次ぐワースト5位であり、北海道内では最悪であった。末期の収支係数は1966年（昭和41年）度で1,793、1967年（昭和42年）度で1,926、1968年（昭和43年）度で2,313、1969年（昭和44年）度で2,368だった。
| 年度                 | 収支（百万円） | 収支（百万円） | 収支（百万円） | 収支 係数 （％） | 備考                                 | 出典   |
| 年度                 | 営業 収益      | 営業 費用      | 営業 損益      | 収支 係数 （％） | 備考                                 | 出典   |
| -------------------- | -------------- | -------------- | -------------- | ---------------- | ------------------------------------ | ------ |
| 1970年（昭和45年）度 | 1              | 13             | ▲12            | 2,039            | 同年は11月30日まで営業。翌日付で廃止 | [ 18 ] |

### 平均乗車人員
| 年度 | 1960 | 1965 | 1966 | 1967 | 1968 | 1969 |
| ---- | ---- | ---- | ---- | ---- | ---- | ---- |
| 普通 | 72   | 47   | 37   | 24   | 24   | 17   |
| 定期 | 71   | 90   | 91   | 106  | 110  | 83   |
| 合計 | 143  | 137  | 128  | 130  | 134  | 100  |

## 廃止の要因

### 旅客面
根北線は全線で平坦区間が3パーセントほど、20パーミル以上の急勾配区間が16パーセントほどを占める路線で、気動車の速度は約32 km/h が限度であり、斜里 - 越川間12.8 kmに24分をかけて運行していた。
一方、斜里 - 標津間には網走と根室を結ぶ国道244号がすでに全通しており、1970年（昭和45年）当時斜里バスによるバス路線が5往復/日運転されていた。このバスは斜里 - 越川間を鉄道より若干遅い程度の27分で結び、利用人員は国鉄の2倍を数え今後の道路整備による時分短縮が見込まれた。また、沿線の自家用車保有台数は当時0.9台／戸と当時の全道平均（0.4台／戸）よりも高かった。
加えて沿線人口は開通直後の1960年（昭和35年）の2300人から末期には1785人と2割強減少しており、延伸予定区間もほとんどが山岳地帯であり人口は稀薄であった。
以上の事情から急速に旅客数が減少し、上記の通り1969年（昭和44年）の1日平均乗車人員は1960年（昭和35年）比70％の100人まで落ち込んだ。

### 貨物輸送面
上記の線路規格の悪さから、貨物列車の牽引定数も230トンが限度とされるなど輸送に限界があった。
根北線廃止当時の沿線の主要な生産物としてテンサイと木材があった。しかしテンサイ輸送は1970年（昭和45年）時点でトラック輸送に移行、開業時約6000トン/年を数えた木材輸送は資源枯渇により1960年（昭和35年）7月には休止に至っていた。

## 駅一覧
- 全駅北海道斜里郡斜里町に所在。接続路線の事業者名は当路線廃止時のもの。
- 仮乗降場には営業キロが設定されていなかった。括弧内に実キロを記す。

| 駅名           | 駅間キロ | 営業キロ | 接続路線               |
| -------------- | -------- | -------- | ---------------------- |
| 斜里駅         | -        | 0.0      | 日本国有鉄道：釧網本線 |
| 以久科駅       | 4.6      | 4.6      |                        |
| 西二線仮乗降場 | -        | (5.8)    |                        |
| 下越川駅       | 3.6      | 8.2      |                        |
| 十四号仮乗降場 | -        | (9.5)    |                        |
| 十六号仮乗降場 | -        | (11.0)   |                        |
| 越川駅         | 4.6      | 12.8     |                        |

### 未成区間
越川駅 - 上越川駅 - 瑠辺斯駅 - 糸櫛別駅 - 古多糠駅 - 浜古多糠駅 - 忠類駅 - 根室標津駅
上越川駅までは斜里町内、瑠辺斯駅からは標津町内。忠類駅は広尾線の忠類駅とは別。

## 廃止後の状況

### 代替バス
廃止時には、斜里バスが斜里 - 越川（平田宅前）間を増便して対応したが、沿線人口の大幅な減少により、路線は越川小学校までに短縮され、最終的には1日1往復が平日に残るのみとなり、2004年（平成16年）4月27日に廃止された。

### 廃線・未成線跡
全体的にその遺構は発見することが難しく、大部分が畑地や自然に還っている。
以久科駅舎は廃止後長らく農地内に残っていたが、1998年（平成10年）ごろ解体された。
最大の遺構で1998年（平成10年）に登録有形文化財に登録された越川橋梁は、越川から先の未成線区間にあるので実際は列車が走ったことがない。地元では「渡らずの橋」と呼ばれ、1973年（昭和48年）に国道改良工事で橋脚が2本撤去されている。